# Kortowo II
Kortowo II – część dzielnicy administracyjnej Kortowo w Olsztynie. Stanowi południową część osiedla Kortowo, na którym znajduje się miasteczko uniwersyteckie Uniwersytetu Warmińsko-Mazurskiego. Na jego terenie znajduje się Jezioro Modrzewiowe.

## Ważniejsze budynki
- Biblioteka Uniwersytecka
- Centrum Konferencyjne
- Kościół akademicki pw. Św. Franciszka z Asyżu
- Centrum Nauk Humanistycznych
- Wydział Medycyny Weterynaryjnej
- Wydział Prawa i Administracji